# Heinrich August Jäschke

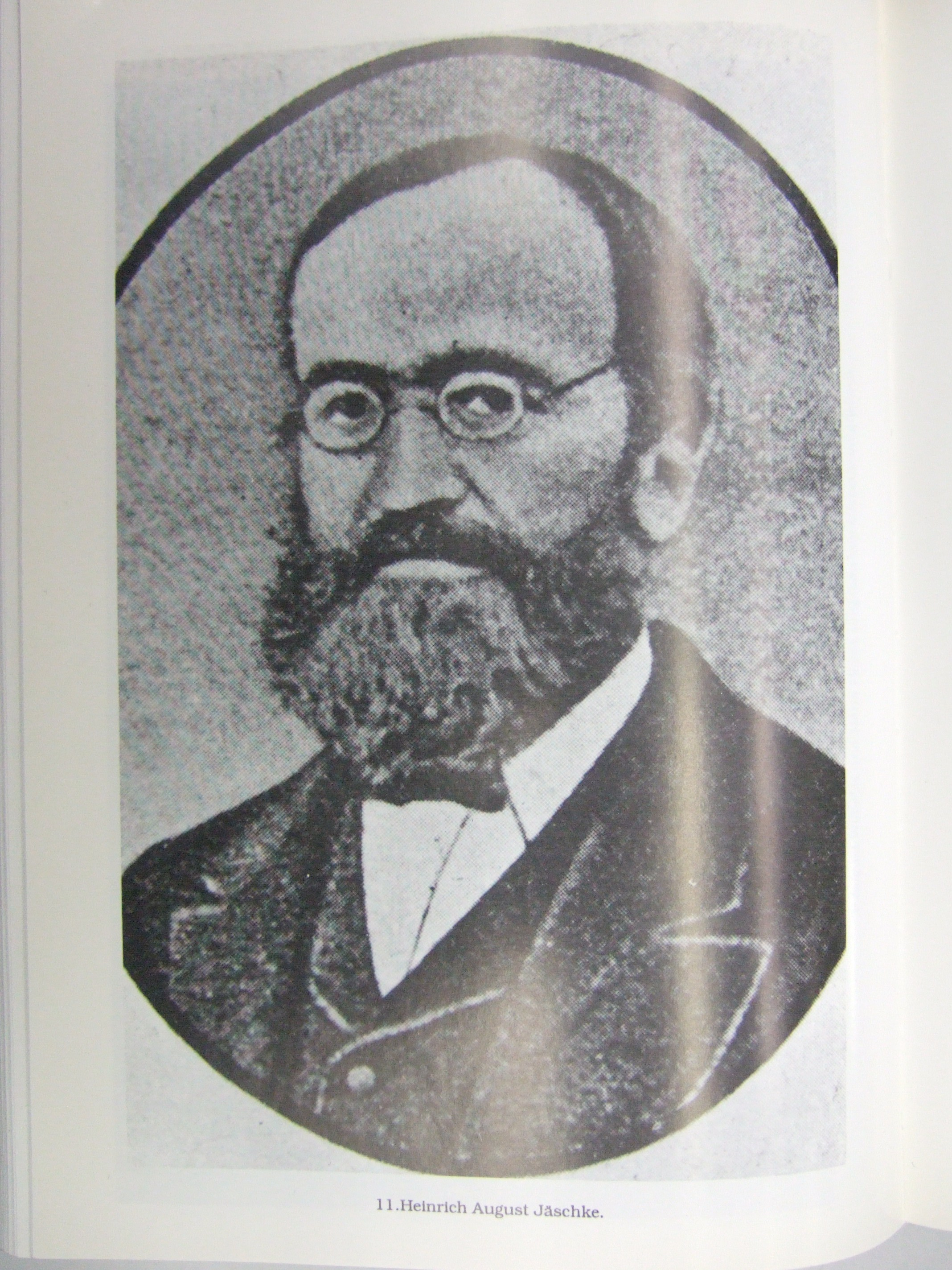
Heinrich August Jäschke

Heinrich August Jäschke (Herrnhut, 17 mei 1817 - 24 september 1883) was een Duits zendeling en tibetoloog.
Jäschke werkte tussen 1856 en 1868 als zendeling in de Evangelische Broedergemeente (Herrnhuter Brüdergemeine) in Tibet en maakte zich verdienstelijk in het onderzoek naar de Tibetaanse taal. Hij zorgde voor de Tibetaanse Bijbelvertaling en werkte mee aan de heruitgave en vertaling van Tibetaanse teksten.